# Nisa (ninfa)

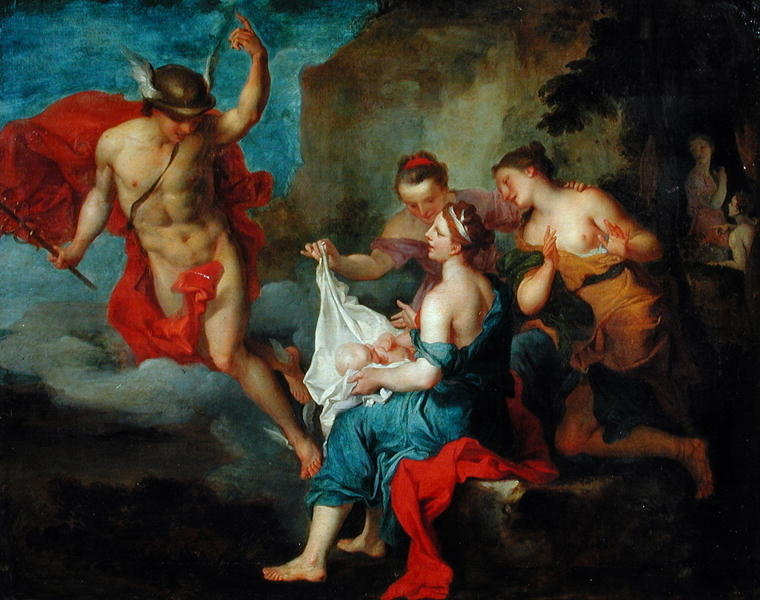
Ermes consegna il piccolo Dioniso alla ninfa Nisa e alle sorelle – Jacques Francois Courtin (Museo delle Belle Arti di Arras)

Nisa è il nome attribuito alla ninfa che allevò Dioniso sul monte Nisa assieme alle sorelle.
Zeus, volendo proteggere dalla rabbia di Era il figlio Dioniso concepito con Semele, lo affidò ad Ermes, il quale lo portò dalle ninfe che abitavano sul monte Nisa.
In seguito Zeus trasformò le ninfe in stelle per ringraziarle, costituendo la costellazione delle Iadi.
Omero fa riferimento alle ninfe nel suo XXVI inno dedicato a Dioniso.